# Neobisium cephalonicum
Espèce
Synonymes
- Obisium cephalonicum Daday, 1888

Neobisium cephalonicum est une espèce de pseudoscorpions de la famille des Neobisiidae.

## Distribution
Cette espèce se rencontre en Grèce, en Macédoine du Nord, en Albanie, au Monténégro, en Serbie, en Croatie, en Roumanie, en Bulgarie, en Turquie et en Géorgie.

## Systématique et taxinomie
Cette espèce a été décrite sous le protonyme Obisium cephalonicum par Daday en 1888. Elle est placée dans le genre Neobisium par Beier en 1932.

## Étymologie
Son nom d'espèce lui a été donné en référence au lieu de sa découverte, Céphalonie.

## Publication originale
- Daday, 1888 : A Magyar Nemzeti Muzeum álskorpióinak áttekintése. Természetrajzi Füzetek, vol. 11, p. 111-136 & 165-192.